# 2022 en mathématiques
| Années des mathématiques : 2019 - 2020 - 2021 - 2022 - 2023 - 2024 - 2025    |
| Décennies des mathématiques : 1990 - 2000 - 2010 - 2020 - 2030 - 2040 - 2050 |

Cet article présente les faits marquants de l'année 2022 en mathématiques.

## Prix
- Médaille Fields :Hugo Duminil-Copin, June Huh, James Maynard et Maryna Viazovska.

## Décès

### Janvier
- 3 janvier : Jiří Patera (physicien-mathématicien canadien d'origine tchécoslovaque)
- 16 janvier : Bas Edixhoven (mathématicien néerlandais)
- 21 janvier : Krzysztof Gawędzki (physicien mathématicien polonais)
- 26 janvier : Roland Glowinski (mathématicien français)